# Almindelig thuja
Almindelig thuja (Thuja occidentalis) er et mellemstort, stedsegrønt træ med en slank og kegleagtig vækstform. Stammen er ret og gennemgående til toppen. Hovedgrenene er vandrette eller lidt hængende. Veddet er stærkt og holdbart. Løvet indeholder spirehæmmende stoffer og kan bruges som et effektivt jorddække. 

## Beskrivelse
Barken er først lysegrøn, så bliver den rødbrun, og til sidst sprækker den op i lange, smalle furer med afskallende strimler imellem. Knopperne ses ikke, og løvet består af flade skudsystemer med skælformede nåle. Skællene er gulgrønne på begge sider, dog mest lys på undersiden. Hvert af de midterste skæl har på undersiden en oppustet, gullig, klar kirtel på den yderste tredjedel. 
Han- og hunblomster sidder hver for sig på spidsen af étårsskuddene. Koglerne har form som bittesmå tulipanblomster. De er først lysegrønne, men bliver hurtigt lysebrune. Frøene modner godt og spirer villigt i Danmark.
Rodnettet består dels af nogle få, grove hovedrødder, som går lodret ned, og dels af tæt filtede finrødder lige under overfladen. 
Højde x bredde og årlig tilvækst: 15 × 3 m (25 × 10 cm/år).

## Hjemsted
Thuja er pionértræ på fugtig bund overalt i det midt-østlige USA og Canada. Træet er almindeligt på lerbund over kalksten og danner ofte rene bestande på opgivne marker og enge på fugtige, men veldrænede jorde. Træet optræder desuden sammen med bl.a. 
balsamgran, canadisk hønsebær, canadisk skarntydegran, grønlandsk post, krybende bjergte, papirbirk, rødløn, pilekornel, storfrugtet blåbær og weymouthfyr. 

## Middel mod skørbug
Thuja kendes fra det 16. århundrede, da den bretonske opdagelsesrejsende, Jakez Karter, lærte af de oprindelige amerikanere, hvordan man kan bruge træets blade mod skørbug (C-vitaminmangel).

## Sygdomme
Planten angribes af svampen Pestalotia funerea, som fremkalder sygdomsbilledet Thuja-kvistdød.

## Sorter
- Thuja occidentalis 'Brabant'
- Thuja occidentalis 'Colombia'
- Thuja occidentalis 'Danica'
- Thuja occidentalis 'Elegantissima'
- Thuja occidentalis 'Falke'
- Thuja occidentalis 'Fastigiata'
- Thuja occidentalis 'Globosa'
- Thuja occidentalis 'Golden Globe'
- Thuja occidentalis 'Holmstrup'
- Thuja occidentalis 'Holmstropii'
- Thuja occidentalis 'Little Champion'
- Thuja occidentalis 'Little Giant'
- Thuja occidentalis 'Pyramidalis Aurea'
- Thuja occidentalis 'Recurva Nana'
- Thuja occidentalis 'Rheingold'
- Thuja occidentalis 'Smaragd'
- Thuja occidentalis 'Smaragd Variegata'
- Thuja occidentalis 'Sunkist'
- Thuja occidentalis 'Tiny Tim'
- Thuja occidentalis 'Woodwardii'
- Thuja occidentalis 'Yellow Ribbon'